# Erving Goffman
Erving Goffman (n. 11 iunie 1922 – d. 19 noiembrie 1982) a fost un sociolog și autor american originar din Canada.
În anul 2007 Goffman a fost listat ca al 6-lea cel mai citat intelectual în științele de "The Times Higher Education Guide", în urma și înaintea lui Jürgen Habermas.